# The Egg and Jerry
『The Egg and Jerry』とは、シネマスコープで公開されたトムとジェリーの作品の一つ。1956年3月23日公開。また、この作品は、1949年に公開された『いたずらきつつき』のリメイク作品である。

## 概要
この作品は、1955年にフレッド・クインビーが退社した後、ハンナ＝バーベラのコンビが製作総括の仕事を受け入れる。
また彼らは、1949年頃の作品5つをシネマスコープにてリメイクさせる。そして今回の作品が彼らがプロデュースした最初のリメイク作品になった。

## スタッフ
- 製作・監督 　ウィリアム・ハンナ、ジョセフ・バーベラ
- 音楽: スコット・ブラッドリー
- アニメーション: エド・バージ、アーヴ・スペンス、レイ・パターソン、ケネス・ミューズ
- 背景: ドン・ドリスコール
- レイアウト: ディック・ビッケンバッハ

## 日本でのテレビ放映
今回の作品は、旧地上波版では放映されていない。また、カートゥーン・ネットワークでも未放映のため、DVDにも未収録である。なお、一部の地域や時期により、『ジェリーとたまご』の邦題で放送されているものはリメイクの原案となった初期作の方である。